# Ki Hyeongdo
Ki Hyeongdo  fue un poeta coreano.

## Biografía
Ki Hyeongdo nació como el más joven de ocho hermanos en la Isla de Yeonpyeong, provincia de Gyeonggi, Corea del Sur. Su padre era natural de la provincia de Hwanghae, actualmente Corea del Norte, de la que huyó tras acabar la guerra de Corea (1950-1953). Su padre se quedó en la isla trabajando como funcionario hasta 1964, cuando se mudó con su familia a la península, al pueblo de Soha, en la provincia de Gyeonggi. Mientras crecía en un barrio de chabolas al oeste de Incheon, conocido por sus comunidades de refugiados y evacuados, Ki Hyeongdo fue a la Escuela primaria Siheung.
Su padre construyó la casa familiar y consiguió al principio vivir bien como campesino. Sin embargo, la quiebra de un negocio que emprendió hizo declinar la situación familiar y todo empeoró cuando le sobrevino una parálisis cerebral en 1969. La familia tuvo que vender las tierras que tenían para pagar los costes médicos de su padre. El poema en prosa de Ki Hyeongdo Genealogía en riesgo describe la tristeza de su hogar durante este periodo. Su madre tuvo que trabajar en un mercado y los hermanos también.
Cuando aún era estudiante de secundaria (1973-1976), empezó a escribir poesía después de que una de sus hermanas fuera asesinada por un miembro de una congregación evangélica. Aparte de escribir, era barítono en el grupo coral de la escuela "Mokdong" y ganó de forma regular premios de composición literaria.
Después de acabar el bachillerato en 1979, entró en la Universidad Yonsei como estudiante de Derecho. Se unió al grupo literario del campus y recibió una mención del periódico universitario por la novela corta que escribió detallando la infeliz vida de su familia. Escogió Diplomacia política como especialización en 1980. Entró en el servicio militar obligatorio en 1981 y fue estacionado cerca de la ciudad de Anyang, donde participó en el círculo literario local "Suri". El grupo lo inspiró para escribir poesía. Después de acabar el servicio militar continuó leyendo y escribiendo. Se volvió a matricular en la Universidad Yonsei en 1983 y el mismo año ganó el Premio Yun Dong-Ju del campus por su poema SikMokchae.

## Fama
En 1984 trabajó como periodista para el periódico JoongAng ilbo mientras continuaba sus estudios y perfeccionaba su técnica de escritura. Debutó de forma formal en el mundo de las letras cuando ganó el Premio Literario de Año Nuevo del periódico Don-a Ilbo con el poema Niebla, una crítica de la sociedad industrializada de Corea. Se graduó en Yonsei en 1985 y se unió a la prestigiosa sección política del JoongAng Ilbo como periodista a jornada completa. Durante este tiempo empezó a publicar poemas marcados por un profundo individualismo y una visión pesimista del mundo, combinados con una exquisita sensibilidad que se manifiesta en los temas de la desesperanza, el anhelo, la frustración y la ira. En sus poemas a menudo se refiere a parejas sexuales desconocidas o deseadas que siempre aparecen expresadas en género neutro, lo que puede interpretarse como una forma velada de revelar su sexualidad. En 1986 pidió ser transferido a la sección cultural, donde cubrió eventos culturales, publicaciones y series de televisión. En el verano de 1988 viajó solo a Londres y París. El mismo año fue transferido a la sección editorial.

## Muerte
Se encontró su cadáver a primeras horas del 7 de marzo de 1989 en el Cine Pagoda, un lugar frecuentado por homosexuales en el barrio central de Seúl Jongro 3-ga, fallecido por un ataque al corazón con 29 años. Las circunstancias de su muerte y de su supuesta homosexualidad han sido ignoradas por los académicos para proteger su imagen. Sin embargo, esto ha cambiado en los últimos años con la apertura de Corea del Sur hacia los discursos homosexuales en el contexto de una cultura más liberal y multicultural.

## Recopilaciones
- La hoja negra dentro de la boca (Ib sog-ui geomeun ip / 입속의 검은 잎 1989)
- Registro de un corto viaje (1990)
- Escribo después de perder un amor (Sarang-eul ilko na-neun sseune /사랑을 잃고 나는 쓰네 1994)
- Obras completas de Ki Hyeongdo (1999)

## Premios
- Premio Literario Yun Dong-ju (1982)